# Lithuanian Badminton Federation
Lithuanian Badminton Federation is de nationale badmintonbond van Litouwen.
De huidige voorzitter van de Litouwse bond is Vilmantas Liorančas. Anno 2015 telde de bond 660 leden, verdeeld over 25 badmintonclubs. De bond is sinds 1992 aangesloten bij de Europese Bond.